# 酒米

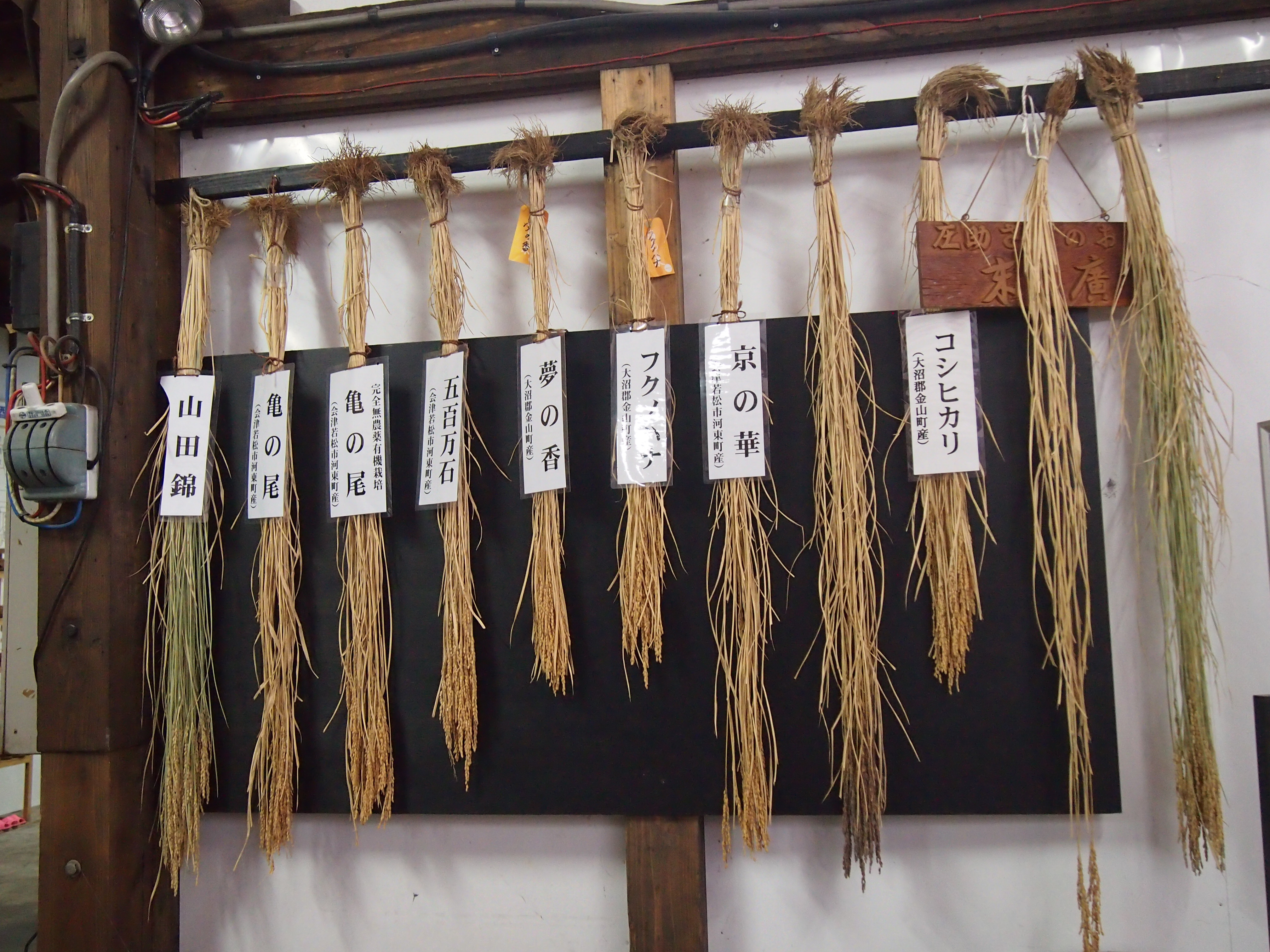
酒米

酒米（さかまい）は、日本酒を醸造する原料、主に麹米（こうじまい）として使われる米である。日本では玄米及び精米品質表示基準において「うるち米」と定義されているが、正式には酒造好適米もしくは醸造用玄米と呼ばれ、特有の品質が求められる。このため、通常の食用米や一般米として利用されるうるち米とは区別される。ただし、酒米を炊いて米飯として食べることも可能なほか、精米技術の向上などで食用米を使った日本酒醸造は現代でも行われている。
酒米として広い地域で使用される品種・産地としては山田錦（兵庫県産など）や雄町（岡山県産など）が有名であるが、近年は地方自治体が新たな酒造好適米を開発したり、酒蔵が地元産酒米（自社栽培を含む）を使ったりするなど注目すべき変化がある。

## 特徴
1951年以降は正式には酒造好適米（しゅぞうこうてきまい）といい、公的な統計で使われる農産物規格規程（農産物検査法）の醸造用玄米（じょうぞうようげんまい）に分類される品種を指し、一般米と区別されるようになった。心白米（しんぱくまい）と呼ばれることもある。イネ科でほとんどがジャポニカ米である。酒造適正米に関しては「酒の原料に使われる一般米」参照。

### 外観
同じ米でも、家庭の炊飯器などで調理して食べる食用米に比べ稈長（稲の背丈）は高くなり、穂長（稲穂の長さ）も長いのが通例である。しかし、風の強い地方では倒れにくいように、品種改良によって稈長も穂長も小さいものが次々と作られている（「都道府県開発の酒米」参照）。
一般に米の粒が大きい。これは中央部の心白を出すため精米しやすい大きさでもある。このことは専門的には「精米特性が高度精米/高度精白に耐えられる」などと表現される。食用米のように粒が小さいと、深く精米するとすぐ砕けてしまうからである。

### 性質
心白（「構造」参照）が大きく、タンパク質の含有量が少ない。また、磨きこんでも砕けることがないよう粘度が高く、醪によく溶ける。その品種の心白の大きさは心白発現率（％）で表される。
食用米と同じように、気候・土壌などそれぞれに好適な栽培環境があること（現地適応性）も重要な性質の一つで、同種であっても産地によって品質の違いが生まれる。ゆえに、たとえば山田錦のように人気の高い品種には、栽培地によって特A地区、A地区などと栽培地区分が存在する。

### 醸造適性
日本酒への醸造のしやすさのこと。「醸造適性が高い」などと表現される。「醸造適正」「酒造適性」などと書かれることも多い。内容としては、心白発現率の大きさ、精米特性の態様、製麹性すなわち麹への造りやすさ、破精込み（はぜこみ）の良し悪し、蒸米吸水率、粗タンパク質含有率などが挙げられる。
米が豊作の年には、米の質の関係から、醸造に失敗しやすい事もある。これは豊作の年の米が比較的硬いため、酒を造る時に米が溶けにくく酵母が充分繁殖するのに時間がかかり、その間に雑菌が繁殖してしまうためだとされる。大正4年（1915年）には、この現象（後に「大正の大腐造」とも呼ばれたという）により日本各地で醸造に失敗、酒造業全体に深刻なダメージを被ったとされている。反対に、不作の年は、酒を造る杜氏の大半が農家出身であるために、不作の年は貴重な米を特に大切にして丁寧に酒を造り、不作の年は米が軟らかいために、酒の醗酵が早まりやすくなるものの、それを抑えるために低温で仕込むので非常に良い酒ができやすいとされる。

## 構造
米粒の中心部にある白色不透明な部分を心白（しんぱく、蔵言葉では「目ん玉」などと称される）という。デンプンから成っている。この部分は細かい空隙を含んでいて光を反射するので不透明になる。またこの空隙に麹菌が入っていって醗酵することも、酒造りにおいて心白が好まれる一因である。逆に、精米の工程で削り落とされる外殻部は、デンプンだけでなくタンパク質や脂肪を含んだ混合体なので、空気が入っても光を透過するため白色透明である。
醸造適性の大きい（酒に造りやすい）酒米の条件とは、
- ある程度、粒が大きい。
- ほどよい線状心白（せんじょうしんぱく）がある。
- タンパク質や脂肪分が少ない。
- 外硬内軟（がいこうないなん）。外側はかたく、内側はやわらかいこと。
- 保水力に優れていること。

などである。
酒造りにおける醸造工程では、麹菌と酵母がデンプンと水をアルコールと二酸化炭素に変えていくので、米に含まれるデンプン質が重要視される。米粒の含むその他の成分、すなわち食用米の旨みの素となるタンパク質や脂肪は日本酒にとっては雑味の原因となるため、酒米もこれらの成分ができる限り少ないことが望ましいとされることから、酒米には食用米の旨み成分がほとんど含まれていない。また酒米は心白の空隙が多いゆえに炊飯するとパサパサした食感になりがちで炊き方も非常に難しく、たとえ特A地区山田錦のように高価な酒米を炊飯しても美味には仕上がりにくいことも、酒米が食用のうるち米と区別される理由になっている。。
またこれゆえに酒米として用いる米は、 糠などの外殻部を食用米の場合よりも大きく削り落とす。この工程を酒造りの用語では「精米する」、あるいは平たく「米を磨く」「削る」と表現する。元の米粒の大きさや重量に比べてどれくらいまで外殻部を削り落とすかが、精米歩合（単位: %）として示される。精米歩合とは磨かれて残った割合を示すものであり、数値が低い程磨きがかかっていることを指す。ちなみに精白度という呼び方もあるが、こちらは逆で磨いた割合を示すもので、数値が高いほど磨かれていることとなる。

### 心白発現率
その品種の一粒に対して、心白がどのくらいの大きさを占めるかを％で表したもの。たとえば「美山錦」で20％程度、「蔵の華」で9％程度とされる。
1998年（平成9年）以前は、全ての酒造好適米において心白は「粒の平面の1/2以上の大きさ」と規定されていたが、多様な新種の開発にともなって同年、食糧庁検査課長による通達により「品種固有の特性をふまえ、形質全体で判断する」という内容へ規制緩和された。

## 種類と動向

### 山田錦とその他の酒米
一般に山田錦が「酒米の王者」などといわれて最も尊重され、各蔵が鑑評会へ出品する酒は山田錦で造ったものが多い。また鑑評会においては山田錦の酒米としての有利性を考慮し、山田錦の使用率が50～100%である製成酒については、第II部といって出品部門を別にしている。

このような背景もあってか、酒造関係者の間では俗に「YK35」といって、「(Y)山田錦を使い、(K)きょうかい9号酵母を用い、(35)精米歩合35％まで高めれば、良い酒ができて鑑評会でも金賞が取れる」などと公式めいた言葉が流行したことがあった。もちろん実際の酒造りはそんな単純なものではない。
とくに1980年代以降、各都道府県の特性を生かした酒米が多く開発されてきている。（「都道府県開発の酒米」参照）。五百万石、美山錦、八反錦のように国際市場を含めて高い評価を得る品種も増加している。
ゆえに、まだまだ山田錦の名声は根強いものの、「山田錦でなくては良い酒は造れない」といった価値観は過去のものとなりつつあり、色々な米からそれぞれの米の特質を生かし、色々な味や香りの酒が造られるようになってきている。

### 品種と精米歩合
こうした酒米の種類の多極化は、精米歩合の技術にも変化を与えている。たとえば、熟成した仕上がりに強い山田錦は35%まで精米して、ようやく心白に迫るような粒の大きさであるため「YK35」などとも言われていたのであるが、逆にフルーティな仕上がりに強い五百万石は粒が小ぶりであるため、35％まで削ると砕けてしまう恐れが大きい。すると自然と、精米歩合はその前で止める数字となっていくのである。
大吟醸をはじめとした特定名称酒の定義は、精米歩合とも密接に関連しているために（「特定名称酒」参考）、上述した事実から「この酒米の種類では大吟醸はできない」といった議論がなされることがあるが、上記のような理由から、それは必ずしもその酒米の良し悪しを序列化するものではない。

### 絶滅種と復刻種
大正年間まで一般的な酒米であったにもかかわらず、昭和初期における精米技術の劇的な変化や国情不安などによって、もはや「絶滅」してしまった酒米の種類も多い。（参照:「日本酒の歴史-大正時代」）
しかし種籾や籾殻などがわずかでも残存していたものは、バイオテクノロジーなどの力も借り、何年かにわたる育種を繰り返し、酒造りに足るだけの収量を得ることで酒米として復刻され、再び徐々に出荷されているものもある。こういう品種を復刻米（ふっこくまい）という。

近年、復刻された品種としては次のようなものがある。
穀良都（こくりょうみやこ）
山口県の項参照。
白藤（しらふじ）
新潟県の項参照。
強力（ごうりき）
鳥取県の項参照。
亀の尾（かめのお）
山形県の項参照。
雄町（おまち）
岡山県の項参照。
渡船（わたりぶね）
滋賀県の項参照。
祝（いわい）
京都府の項参照。
新山田穂（しんやまだぼ）
兵庫県の「山田穂」の項参照。

### 単米酒
従来より数種類の酒造好適米を混ぜて日本酒を造ることが多いが、単一の米種を使う酒蔵が増えてきているのも最近の傾向である。このように単一種の酒米から造った日本酒を、蔵言葉では「単米酒（たんまいしゅ）」あるいは「一米酒（いちまいざけ/いっこめざけ）」などと呼ぶ。鑑評会では第I部、すなわち「山田錦以外の品種を単独使用、または山田錦の使用割合が原料の50％以下」の完成酒に区分される。

このような方法で造り、用いた酒造好適米をラベルに明記した先駆けは、高木酒造の「十四代」とされているが、最近では多くの蔵がこの方法を採用し、米種以外の条件を揃えて消費者の米種別の嗜好を模索したり、それぞれの米種にあった醸造法が研究されたりしている。
また単米酒の出現は、必ずしも複米酒（ふくまいしゅ）すなわち単米酒でない酒の品質を低めることを意味しない。複米酒は蔵元のコンセプトにより、往々にしてその味を出すためにわざわざその割合で、複数の種類の酒米をブレンドしているからである。ブレンドの概要はたいてい裏ラベルなどに表示されている。

### 掛け米としての使用
酒の原料として米をとらえるならば、麹米、酒母米のほかに、醪（もろみ）を仕込むときに加える掛け米がある。従来、掛け米には一般のうるち米が使用されることが多かったが、2000年代初めでは掛け米にも酒造好適米を使う酒蔵も増える傾向にある。
麹米、掛け米などにどういう種の酒米を用いているかは、裏ラベルに表示されている場合が多い。

### 酒米の質量と栽培形態
米は1俵=60kgであり、稲作農地（田んぼ）は面積1反を以って基本単位とするが、平均的な食用米が1反につき10俵近く獲れるのに対し、平均的な酒米は4～7俵ぐらいしか獲れない。無理に収量を増やそうとすると、1反あたりの土壌の養分の量は決まっているので、獲れる米の質が落ちる。化学肥料を使って土壌へ人工的に養分補給を行うことは可能だが、獲れる米は有機栽培に比べて脆くなり、やはり質が低下する。そのため、基本的に収量と米質は反比例の関係にあると言ってよい。
それぞれの品種の酒米において、個々にそうした反比例が成り立つため、上級品種だからといって必ずしも下級品種よりも良い米質であるとは限らない。わかりやすい例を出せば「酒米の王様」と呼ばれる山田錦も、どの土地で・どの土壌で・どの農法で・どの篤農家によって栽培されたかによって、品質はピンからキリまである。たとえば雄町は、元来は大変優れた品種であったが、あちこちで収量を増やしたために品質が落ちた。
平均的な酒造好適米の価格は1俵あたり14,500円程度、平均的な山田錦は1俵17,000-18,000円程度、1反で4.5俵しか獲れないような高品質な山田錦になると1俵40,000円程度であるが、もちろん毎年の米の作柄などによっても変動する。
現在は、酒蔵が酒米を作る篤農家と契約栽培を結ぶときには、酒米の質を落とさないために、できた米1俵単位で契約するものではなく、はじめに田の面積1反あたりいくらで契約するのが通例である。その方が、農家にとっても1年の収入が保証されているので安心して酒米作りに専念できるからである。
収穫直前の台風などで稲が倒れた場合は、稲を起こせば何とか収穫できる程度の損害であっても、篤農家は酒米作りの名人としてプライドがあるため米を蔵に売らない。その場合は蔵としても原料調達にコストをかけることになるので、そういう酒造年度は当然酒の値段が上がる。たいていプライス・リーダー的な酒蔵から値段が上がっていく。その年々の気候を思い返しながら、翌年に出回ってくる酒の値段を読むのも興味深いものがある。

### 栽培・流通の形態変化
食糧管理法の時代は、収量の大きい米の栽培ばかりが促進されたために、多くの優れた酒米が絶滅した（参考:昭和時代後期）。また1980年代頃までは、ほとんどの蔵（酒造メーカー）は農協などから一括して酒米を買い入れ、これを精米し醸造していた。こうした農協経由では「1俵につきいくら」という売買になった。それが、一時期酒米の質が落ちていった原因の一つといわれている。

またこれでは、杜氏が自分がめざす酒質に適合した酒米をとことん追求できなかった。こうしたいわゆる「顔の見えない」流通形態が、昭和後期以降の日本酒の消費低迷を招いた一因ともなっていった。
その反省から、1990年代以降は自前の酒米用農地（田んぼ）を持ち、春から秋にかけては米作りを、秋から春にかけては酒造りを行う蔵や、酒米作りを専門とする農家と栽培契約をむすび一体化した生産体制に切り替える蔵が急増している。この形態を農醸一貫などといい、自ら稲作も兼ねている酒蔵を自栽蔵、もしくはブドウから栽培するフランスのワイン農家になぞらえてドメーヌ蔵などという。

それだけ原料である酒米へのこだわりが強くなり、酒は米から造る時代になってきたとも言われるわけだが、歴史的にみれば大正時代以前の生産形態へ回帰しているともいえる。
また、日本酒と同じ原料・製法による「SAKE」の海外生産が増えていることから、JA全農などによる酒米の輸出も始まっている。

## 代表的な酒米と生産量順位
2022年時点で酒米は少なくとも126品種あるが、そのうち生産量（推計値）上位20品種をあげる。1位の山田錦は玄米換算で27,992トン、2位の五百万石は14,865トン、3位の美山錦は3,760トン、4位の雄町は2,670トン、5位の秋田酒こまちは2,028トン、11位の八反錦1号以下の100品種以上は全て1,000トン未満で、生産量の観点では少数の上位品種の寡占状態である。
| 2022年 酒米生産量順位 |              |                         |
| 順位                  | 品種名       | 発祥地 （リンク先解説） |
| 1                     | 山田錦       | 兵庫県                  |
| 2                     | 五百万石     | 新潟県                  |
| 3                     | 美山錦       | 長野県                  |
| 4                     | 雄町         | 岡山県                  |
| 5                     | 秋田酒こまち | 秋田県                  |
| 6                     | 出羽燦々     | 山形県                  |
| 7                     | 夢の香       | 福島県                  |
| 8                     | 越淡麗       | 新潟県                  |
| 9                     | 吟風         | 北海道                  |
| 10                    | ひとごこち   | 長野県                  |
| 11                    | 八反錦1号    | 広島県                  |
| 12                    | 華吹雪       | 青森県                  |
| 13                    | 愛山         | 兵庫県                  |
| 14                    | 蔵の華       | 宮城県                  |
| 15                    | 飛騨誉       | 岐阜県                  |
| 16                    | 彗星         | 北海道                  |
| 17                    | 出羽の里     | 山形県                  |
| 18                    | 吟ぎんが     | 岩手県                  |
| 19                    | きたしずく   | 北海道                  |
| 20                    | 白鶴錦       | 兵庫県                  |

## 酒の原料に使われる一般米
「酒を造る米」イコール「酒米」と考えることはできない。なぜなら日本酒の原料として、醸造用玄米に分類されない一般米、すなわち農産物規格規程で水稲うるち玄米に分類される品種からも日本酒は造られているからである。
これら一般米は、たいてい酒造好適米より安いので普通酒などには多く使用される。しかしたとえ廉価で醸造適性の低い一般米からでも、杜氏の技量によっていくらでも優れた完成酒が製成されているという事実は特記されてよい。「この味にしてこの原料米」というのは、逆に杜氏の技量を評価する一つの尺度ですらある。
以下は、酒造好適米には分類されないが、酒の原料米とされることでよく知られている品種である。一般米・食用米とみなされることを避けるために、酒造適正米と呼ばれている品種もある。
亀の尾（かめのお）
山形県の項参照。
トヨニシキ
キヨニシキ
千秋楽
松山三井（まつやまみい）
愛媛県の項参照。
オオセト
香川県の項参照。
アキツホ
朝の光
日本晴
愛国
うこん錦
レイホウ

## 民間機関開発の酒米
古くから自然に存在する在来種ではなく、人工的に開発された品種のうちで、農醸一貫の酒蔵が製成酒の目標とする酒質にあわせて自社交配したり、その他民間会社や教育機関が開発したりした酒米の品種を指す。

## 農研機構開発の酒米
農林水産省所管の農業・食品産業技術総合研究機構（農研機構）で開発された酒米の品種を指す。国の農業政策の一環として開発された初雫などがこれにあたる。

## 都道府県開発の酒米
ここでは、都道府県の試験研究機関、すなわち農事試験場、醸造試験所などで、気候や土壌を初めとした、それぞれの都道府県の自然条件を生かすように開発された酒米の品種を指す。同じように都道府県開発の清酒酵母と併せて使用することを、開発の段階から想定もしくは理想としている場合が多い。

### 背景
地産地消が求められる中、清酒酵母とともに、現地適応性を持った酒米の開発は、それぞれの都道府県にとって地元産清酒の品質向上、ひいては地域経済活性化や地場産業建て直しの重要な鍵を握っている。このため、新しい品種の開発は1990年代からとみに盛んになり、平成18年（2006年）には酒米の産地品種銘柄を持っていないのは東京都、鹿児島県、沖縄県のみとなった。
ただし、開発された酒米は必ずしも各県内のみに流通するのではなく、他県で使用されることもあれば、他の品種と交配して、その地方内外に適応する新たな品種の開発のための交配親となることも多い。

### 現地適応性
開発のコンセプトとしては、次のような観点から気候や土壌などそれぞれの土地柄に合っていること、すなわち現地適応性が模索される。
- 出穂成熟期
寒い地方は早成熟型、暖かい地方は晩成熟型など。

- 穂発芽性

- 耐冷性・耐寒性
寒い地方では強いものが求められる。

- 耐倒伏性・稈長・稈質・穂長
稈長とはイネの背丈、穂長とは稲穂の長さ。風の強い土地では、これらが高いと倒れやすい。そのことを「耐倒伏性に弱い」と表現する。

- 耐病性
いもち病、紋枯病、縞葉枯病に対する抵抗性が問題となる。

- 収量性
作付け面積あたり収穫高が大きいものが好まれる。

- 製麹性
麹をつくりやすい構造をしているか否か。心白のなかの空隙などがポイントとなる。

### 奨励品種と産地品種銘柄
都道府県は主要農作物種子法（2018年4月1日廃止）に基づき、都道府県の農業試験場等で酒米品種の奨励品種決定のための試験を行い、優良な品種を農業者に対して栽培を奨励するのが通例であった。具体的には、栽培技術の指導が施されたり、都道府県から助成金・補助金などが給付される。
また、その土地の自然環境に適した栽培種であることが認められると、農林水産省が農産物検査法に基づき、その都道府県もしくは産地ごとに産地品種銘柄に指定する。米においては、酒造好適米（醸造用玄米）、水稲うるちもみ、水稲もちもみ、水稲うるち玄米、水稲もち玄米、の種類ごとに設定される。

都道府県奨励品種と異なり、産地品種銘柄は、複数の都道府県のブランドとして指定されることも多い。たとえば平成18年（2006年）時点で「山田錦」は28府県で産地品種銘柄に指定されている。

## 原産地別酒米一覧
以下は、原産地の都道府県によって分類した、主な酒米（酒造好適米・酒造適性米を含む）の一覧と概要である。より詳しく参照するときは、それぞれの項目のリンクをたどられたい。
複数の都道府県で栽培されている場合には、原則として原産地都道府県の項に配した（例:28府県で産地品種銘柄に指定されている山田錦は原産地の兵庫県の項に）。ただし、いったん絶滅した復刻米などの場合で、なおかつ現存するのが復刻地の尽力に負うことが顕著である品種は復刻地都道府県の項に配した（例:神力は兵庫県原産で、現在も兵庫県でも栽培されているが、復刻栽培した熊本県に）。親本が併記されている場合は原則的に「母本/父本」の順である。

### 北海道
初雫（はつしずく）
1987年、農研機構（旧農林水産省北海道農業試験場）にてマツマエ/上116の交配から生まれたF1と北海258号を交配した後代である。「北海278号」の系統番号で試験され、1998年、「農林354号」として命名登録された。2000年、北海道初の酒造好適米として優良品種となった。出願時の名称は「雪雫」。心白発現率は低いが製麹性がよく、耐寒性にもすぐれる。寒冷な北海道にとっては画期的な開発だったため、系統番号の「278」をそのまま酒銘にしている酒蔵もある。
吟風（ぎんぷう）
1989年、北海道立中央農業試験場にて八反錦2号／上育404号の交配から生まれたF1ときらら397を交配し「空育158号」として育種された。2000年、種苗登録、道産2番目の酒造好適米となる。初雫より心白発現率が高く、2003年、この品種を100%使用した完成酒が全国新酒鑑評会で金賞を受賞するにいたり、本州産の酒米と対等にわたりあえる実力を示した。
彗星（すいせい）
初雫と吟風の交配種。
きたしずく
地方独立行政法人北海道立総合研究機構農業研究本部中央農業試験場にて雄町／ほしのゆめの交配から生まれたF1と吟風を交配し「空育酒177号」として育種された。2014年、道産4番目の酒造好適米として優良品種となった。

### 青森県
古城錦（こじょうにしき）(青系62号)
五百万石/青系50号を同県農業試験場にて交配。青森県産初の酒造好適米奨励品種に推奨される。
豊盃（ほうはい）(青系77号)
古城錦(青系62号)/レイメイを同県農業試験場にて交配。
おくほまれ(青系79号)
兵系酒18号/レイメイを交配。1967年同県農業試験場にて育成開始。
華吹雪（はなふぶき）(青系酒97号)
1974年、都道府県による開発。同県農業試験場にておくほまれ/ふ系103号を交配、1986年青森県奨励品種に採用、1988年に品種登録。
華想い（はなおもい）(青系酒140号)
1987年、都道府県による開発。同県農業試験場にて山田錦/華吹雪を交配。2001年育成、品種固定。

### 岩手県
ぎんおとめ
1990年、都道府県による開発。同県農業研究センターにて1990年に秋田酒44号/こころまちを交配、2003年に品種登録。
吟ぎんが（ぎんぎんが）
1991年、都道府県による開発。同県農業研究センター銘柄米開発研究室にて出羽燦々/秋田酒49号を交配、2002年に品種登録。

### 秋田県
改良信交（かいりょうしんこう）
1959年、都道府県による開発。同県立農業試験場にてたかね錦（信交190号）より二次選抜して命名された。いわば「改良たかね錦」であるが、1980年代に同県への美山錦の導入が考えられたときに主たる比較対象となった。
秋の精（あきのせい）
1986年、都道府県による開発。同県農業試験場にてトヨニシキ/美山錦を交配、2000年に品種登録。
秋田酒こまち（あきたさけこまち）
1992年、都道府県による開発。同県農業試験場にて秋系酒251/秋系酒306を交配し、選抜・固定を進めた。2000年、F8より「秋田酒77号」の系統名を付し、2004年に品種登録。主たる比較対象は美山錦であった。新政酵母との相性もよく、秋田県がもっとも推進する酒米となってきている。
美郷錦（みさとにしき）
1999年、都道府県による開発。山田錦の早生化を目標に美山錦と交配。吟醸酒向き。
吟の精（ぎんのせい）
1992年、都道府県による開発。合川1号/秋系53を交配。秋田酒こまちの登場により栽培が減少した。
一穂積（いちほづみ）
秋田酒120号。2018年、品種登録出願。越淡麗/秋田酒こまちを交配。
百田（ひゃくでん）
秋田酒121号。2018年、品種登録出願。秋系酒718/美郷錦を交配。
仙台坊主
明治30年代に宮城県の古川農業試験場で開発された酒米。日本で初めて国が指定した水稲推奨品種であり、北秋田地方でも栽培されていたが後に途絶えた。2010年代から大館市の農家と酒造会社の北鹿が残っていた14gの種籾から栽培を始め、数量限定で醸造している。

### 宮城県
蔵の華（くらのはな）
1987年、都道府県による開発。同県古川農業試験場にて交配、2000年に品種登録。
星あかり（ほしあかり）
1987年、民間機関開発。麒麟麦酒植物開発研究所にて初星/美山錦を交配、1988年に雑種第二世代が譲渡された、東北電力の子会社である加工米育種研究所にて育成固定、2001年に品種登録。

### 山形県
亀の尾（かめのお）
明治3大品種と云われる。原表記は「亀ノ尾」。酒米としては西の『雄町』と東の『亀の尾』と称されるほどの米であるが、1951年施行の農産物規格規程によれば一般米に区別される。1893年（明治26年）に在来種惣兵衛早生から、阿部亀治によって選抜された。当初は「新穂」「神穂」「新坊」などと呼ばれたが、やがて選抜者の名前の一字を取り「亀ノ王」という名称案が考えられた。しかし「あまりに恐れ多い」との本人の意見からこの名称となる。農林1号、コシヒカリ、ササニシキ、五百万石、たかね錦など戦後日本の代表的なコメの種類はほとんどがこの後代にあたる。酒造適正米としても現在も多く用いられる。
羽州華三部作（うしゅうはなさんぶさく）
酒の華（さけのはな）、京の華（きょうのはな）、国の華（くにのはな）
同県は昭和初期に既に西田川郡京田村の工藤吉郎兵衛が人工交配によって酒の華、京の華、国の華の、いわゆる羽州華三部作を開発して以来、民間での酒米開発は大変盛んであった。その気風と技術の高さが、のちに山酒4号、亀粋、酒未来、龍の落とし子、羽州誉などの民間開発米に受け継がれていく。
豊国（とよくに）
1903年、山形県の篤農家・桧山幸吉氏が分六から選抜したものとされる。1mを超える長稈の品種。稲藁が草履表の原料として適していたため、かつては特産地の寒河江で盛んに栽培されていたが、草履が日常生活から消えるに従い姿を消した。その酒米としての特性を惜しんだ同県の千代寿酒造当主が種籾を探し出し、豊国耕作者の会が半世紀を経て1994年から作付統計に復活した。
出羽燦々（でわさんさん）
古くから多くの酒米が開発されてきた酒どころとしては、亀の尾が一時期衰退してしまったこともあり、同県は長らく県独自のこれといった酒米に恵まれず、他県からの移入に頼っていたため、県内の酒蔵からは「県産酒は県独自の酒米で」との要望が募っていた。また吟醸酒ブームが到来すると「山形県産の吟醸酒を」という声もあがっていた。
1980年代に入ると県産吟醸酒「山形讃香」のプロジェクトが始まり、めざす酒質に合う酵母として山形酵母、清々酵母を開発した。山形酵母が鑑評会で高く評価されたため、今度はそれと適合する酒米の開発にとりかかり、1985年に県立農業試験場庄内支場にて美山錦/華吹雪（青系酒97号）を交配、その後代から「山形酒49号」を選抜し、「出羽燦々」と命名して育成に転じた。開発時、主に比較対象とされた（ライバル視された）のは美山錦であった。1995年山形県奨励品種に採用、1997年品種登録。耐冷性、耐倒伏性、心白発現率、蒸米吸収率に優れ、「淡麗で綺麗な酒質」を得られるとされているが、耐病性にやや弱い。
この酒米を主軸として山形県は「出羽燦々100%使用、山形酵母使用、山形県開発の麹菌オリーゼ山形使用、純米吟醸酒、精米歩合55%以下」の5条件を満たす県産酒に「純正山形酒DEWA33」というブランドを公認する制度を導入した。
出羽の里（でわのさと）
1994年、都道府県による開発。同県立農業試験場庄内支場にて吟吹雪/出羽燦々を交配、2004年県の認定品種に採用、同年に品種登録申請。出羽燦々のさらなる改良を狙ったもので、同種より玄米品質は優るが、収量性がやや低くなった。山形県ではこの出羽の里を用いた県産発泡日本酒を開発中。
雪女神（ゆきめがみ）
2001年、都道府県による開発。同県立農業総合研究センターにて出羽の里/蔵の華を交配、2015年に品種登録申請。中価格帯向けの出羽燦々、低価格帯向けの出羽の里に続き、高価格帯を視野に入れた高精米用品種を目指したもので、出羽燦々より玄米品質は優り、粗タンパク質は低く、心白は発現率は高く点状型。山形県では同米をもって、大吟醸の原料米として一般的な山田錦依存の脱却を目指す。
山酒4号（やまさけよんごう）
1983年、民間機関開発。山形県立村山農業高等学校が山田錦/金紋錦を交配。
亀粋（きっすい）
1987年、民間機関開発。米鶴酒造の志賀良弘が亀の尾の変異株から選抜・育成し1993年に品種登録。出願時の名称は「鶴の舞」。
酒未来（さけみらい）
1999年、民間機関開発。高木酒造の高木辰五郎が山酒4号/美山錦を交配して育種。米雑穀卸業の株式会社アスクが商標登録の権利を有する。
龍の落とし子（たつのおとしご）
1999年、民間機関開発。高木酒造の高木辰五郎が山酒4号/美山錦を交配して育種。米雑穀卸業の株式会社アスクが商標登録の権利を有する。
羽州誉（うしゅうほまれ）
2000年、民間機関開発。高木酒造の高木辰五郎が美山錦/玉龍F10を交配し18年の歳月をかけ確定。短稈で耐寒性にすぐれ、米は大粒で円盤状心白を備えている。

### 福島県
夢の香（ゆめのかおり）
1991年、都道府県による開発。同県農業試験場にて八反錦1号/出羽燦々を交配、2003年品種登録。
福乃香（ふくのか）
2004年、静系酒88号（誉富士）と山形酒86号（出羽の里）を交配し誕生。2019年、県の奨励品種に採用。

### 茨城県
ひたち錦
1991年、都道府県による開発。同県農業総合センターにて岐系89号/月の光を交配、2003年品種登録。それまで同県内で多く使用されてきた美山錦は、県の環境にとって耐倒伏性、耐病性に弱かったため、その点を克服すべく開発された。
渡船（わたりぶね）

### 栃木県
とちぎ酒14
1996年、都道府県による開発。同県農業試験場にて交配、2005年栃木県産地品種銘柄に指定。
夢ささら
2005年に栃木県農業試験場において、山田錦を母とし、T酒25を父として、高度精白が可能な酒造好適 米の育成を目標に人工交配。2018年に「夢ささら」として出願公表。

### 群馬県
サケビカリ

### 新潟県
五百万石（ごひゃくまんごく）
「山田錦」に次ぐ2大酒米。1956年（昭和31年）、新潟県による開発。同県農業試験場にて亀の尾の後代にあたる新200号と、雄町=渡船の後代にあたる菊水を交配させることによって誕生。そのころ新潟の米の生産高が五百万石を突破したことを記念してこのように命名された。すっきりとした切れ味が良い酒も多いが、いわゆる「フルーティーな香り」を醸し出す代表的品種で、1980年代以来、吟醸酒ブームの立役者となっている。同県のみならず北陸地方と日本海側で多く栽培されるが、耐冷性に弱く、耐倒伏性にもやや弱い。耐病性は、どの県・地域で栽培されるかによって違いが出るが、大方いもち病、紋枯病、イネカラバエには普通で、白葉枯病は弱い。また粒が小さいため高度精米に耐えられず、精米歩合50%程度が一般的な目安とされる。弱点を克服すべく、色々な品種とかけあわせて新種の親株となっている。
新潟県内での五百万石の最大産地である上越市吉川区では1980年代から永田農法による栽培に取り組み、糖度・硬度・心白の大きさなどの醸造適性を工夫した酒米を生産している。特に高い糖度や雑味の原因となるタンパク質量の低さを実現するのに永田農法が貢献しているといわれる。この地域の五百万石は県内有名酒造場に出荷されており、また越後杜氏の支流派である吉川杜氏の拠点となる同地の酒蔵「よしかわ杜氏の郷」では、「米・水・技術すべて100％よしかわ産」の地酒として特産品となっている。東の名酒米ともされているが、兵庫県や近隣県など西日本においても生産されている。
越淡麗（こしたんれい）
同県は古くは白藤、亀の尾、五百万石という主力品種に恵まれてきたが、これらは高度精米に耐えられないので、大吟醸酒のためには長らく他県から山田錦を移入してきた。これを踏まえて「県産米100%の大吟醸」というコンセプトで開発が進められ、1989年に県農業総合研究所作物研究センターにて山田錦/五百万石を交配、2004年品種登録、2005年新潟県産地品種銘柄に指定。別名「新潟酒72号」。「柔らかでふくらみのある味」に酒が仕上がるとされるが、稈長で倒れやすく、いもち病にも弱い。
一本〆（いっぽんじめ）
平成6年（1994年）農業総合研究所作物研究センターにて五百万石/豊盃の人工交配によって育成、品種固定。早生、強短稈、やや多収、大粒で心白発現率は良好。穂重型で、稈長は五百万石より10cm以上短い短稈品種である。稈の剛柔はやや剛、穂長は五百万石と同じくらいに長く、粒着密度はやや密である。穎色・ふ先色は黄白、芒は無い。葉色はやや濃く、葉身は短く、葉幅はやや広い。止葉はやや小型で直立し、草姿は良い。穂発芽性は難、倒伏抵抗性はやや強、いもち抵抗性は中程度である。最近ではこの一本〆にこだわりを持つ酒蔵も増えてきた。
白藤（しらふじ）
江戸時代後期に東北地方（詳細不明）にて誕生し、1893年（明治26年）前後に亀の尾の親株となったとも（複数説あり）伝えられる。昭和時代初期まで新潟県の酒米として代表的な品種であり、昭和初期の同地方の鑑評会の記録には男性的な亀の尾と対比をなす女性的な白藤の評価が多く残されたが、1930年代にいったん絶滅した。800粒ほど残っていた種籾から2004年に復刻が開始され、2007年に醸造可能な収量を得るに至る。
菊水（きくすい）
1937年（昭和12年）に愛知県の農業試験場で、中支旭と雄町の交配により誕生した品種。害虫に弱い性質と、戦後の主食米優先の政策もあり、1945年（昭和20年）頃には姿を消したとされる。その後、1997年（平成9年）に新潟県の専門農家グループが、つくば市の種子センターに保存されていた種籾を用いて復活させた。2000年より、この米で醸した酒が新潟県の菊水酒造により製造されている。

### 埼玉県
さけ武蔵
1992年、都道府県による開発。同県農林総合研究センターにて改良八反流/若水を交配、2004年埼玉県認定品種。
白目米（しろめまい）

### 千葉県
総の舞
ふさこがね

### 静岡県
誉富士（ほまれふじ）
都道府県による開発。昔はそれほどの酒どころでもなかったが、1980年代に静岡酵母の誕生により一躍「吟醸王国」などと呼ばれるようになった静岡県では、1990年代に入るとそれらの酵母に適合する酒米の開発に力を注ぎ、1998年に県農業試験場にて山田錦へのγ線照射を行った。そこから採種された約10万本の第一世代の中から短稈化や早生化など、有益な突然変異と思われる約500個体を1999年に選抜。この個体選抜の規模は突然変異育種としては過去50年間のなかで国内最大規模であった。
2000年以降は系統選抜によって品種の絞り込みを行い、山田錦とよく似ながらも背丈の低い「静系88号」に確定。焼津市、菊川市、掛川市、袋井市、磐田市の計4.5haで試験栽培、また県下7つの酒造メーカーにて醸造試験を行い、2006年に品種登録。公募案の中から石川嘉延県知事が「誉富士」と命名。同年、静岡県産地品種銘柄指定。玄米断面における心白発現は線状で、短稈種のため風雨で倒伏しにくい。

### 長野県
たかね錦
1939年、都道府県による開発。同県立農事試験場にて北陸12号/東北25号（農林17号）を交配、系統名「信交190号」。太平洋戦争をまたいで長い時間がかかったが、1952年に育成固定、品種登録。
金紋錦（きんもんにしき）
1956年、都道府県による開発。同県立農事試験場にてたかね錦/山田錦を交配。
美山錦（みやまにしき）
1972年、農林水産省による開発。農林省農業技術研究所にてたかね錦の乾燥種子に30Krのγ線を照射して突然変異を起こさせ、長野県農事試験場にて第2世代の個体選抜を実施、そののち系統育種で選抜固定を行い、1976年に「信放酒1号」という系統名を与えてさらに検討を加えた結果、1978年に第7世代で長野県の奨励品種に採用され「美山錦」と命名された。長稈穂重型で穂数は少なめ、耐肥性に強く耐冷性に秀でる。以後、冷涼な他県のための新しい品種を生み出す親株となっていく。山形県の出羽燦々、岩手県の吟ぎんが、秋田県の秋の精、福島県の夢の香などはみな美山錦の子孫にあたる。
白樺錦（しらかばにしき）
1973年、農林水産省による開発。農林省農業技術研究所にてレイメイの乾燥種子に30Krのγ線を照射して突然変異を起こさせ、長野県農事試験場にて系統育種。1977年に「信放酒4号」という系統名を与えてさらに検討を加え、1983年に品種登録。
ひとごこち
1987年、都道府県による開発。同県農事試験場にて交配、1997年品種登録、1998年長野県奨励品種に採用。出願時の名称は「みずほ錦」。
山恵錦
2020年3月に品種登録。精米時の割れが少ない等の加工適性があり、芳醇な含み香があり、なめらかさがあると評価されている。

### 富山県
雄山錦（おやまにしき）
1986年、都道府県による開発。同県農業技術センター農業試験場にてひだほまれ/秋田酒33号を交配育種、1996年より「富山酒45号」として醸造試験を続け、1998年「雄山錦」と命名、2001年品種登録。2007年時点で種苗登録出願中、また富山県奨励品種に採用予定。開発時に主に比較対象となったのは五百万石であった。蒸米吸収率がよく、破精込みが良く濃醇なタイプに仕上がるとされる。
富の香

### 石川県
北陸12号

石川酒30号

石川門

### 福井県
九頭龍（くずりゅう）

大系五号

さかほまれ
山田錦と越の雫（JAテラル越前開発）の交配種。

### 愛知県
若水（わかみず）
1972年、都道府県による開発。同県農業総合試験場作物研究所にてあ系酒101/五百万石を交配、1983年愛知県奨励品種に採用、1985年に品種登録。
夢山水（ゆめさんすい）
1988年、都道府県による開発。同県農業総合試験場山間農業研究所にて山田錦を母本に、「チヨニシキ」の姉妹系統「中部44号」を父本に用いて交配、2001年に品種登録。倒伏しにくいため山間地でも育ち、タンパク質が少なく、吟醸レベルの高精白に耐える。
夢吟香（ゆめぎんが）
2001年、都道府県による開発。同県農業総合試験場作物研究部にて山田錦を母本とし若水系統を父系として交配、2008年愛知酒117号として育成品種登録。2010年同名として種苗登録した。栽培時には、母本の山田錦の倒れ易さを克服し父系の若水にない縞葉枯病抵抗性を有しており平地での栽培安定性に優れている。熟期区分では山田錦の特性が濃く「晩生種」に属する。心白が小さいため高度精白適性が高く吟醸酒の醸造に適している。

### 岐阜県
飛騨誉（ひだほまれ）
1972年、都道府県による開発。品種としての登録名称はひらがなで「ひだほまれ」と書く。同県高冷地農業試験場にてひだみのり/フクノハナを掛け合わせたものを、さらにフクニシキと交配。1981年に岐阜県奨励品種に採用、1982年に品種登録。大粒で耐寒性にすぐれる。
ひだみのり

飛系酒61号

### 滋賀県
玉栄

吟吹雪

滋賀渡船6号

### 京都府
祝（いわい）
1933年、都道府県による開発。同府立農事試験場丹後分場にて在来種奈良穂より純系分離した野條穂よりさらに純系分離。心白が非常に大きいのが特徴。1974年栽培中止、1991年伏見酒造組合と京都府が中心となって復刻。
京の輝き(掛米）

### 三重県
伊勢錦（いせにしき）

神の穂（かみのほ）

### 奈良県
露葉風

アキツホ（秋津穂）

### 兵庫県
江戸後期に宮水が発見されてから、灘五郷を中心として酒作りの中心地となった同県は、明治時代から酒米の開発を盛んに行っている。なかには太平洋戦争を辛くも生き延びて、戦後に日の目を浴びた品種も多い。
山田穂（やまだぼ）
在来種を選抜したものだが発祥には次の三説がある。
(1) 江戸時代末期から明治初年にかけて、田中新三郎がお伊勢参りの帰りに宇治山田で見つけた穂を持ち帰り、兵庫県美嚢郡吉川町（現・三木市）で栽培したことに始まる。
(2) 神戸市北区山田町藍那では、雌垣村（現・大阪府茨木市）で手に入れた種が良質の酒米に育ち、1890年（明治23年）の第3回内国勧業博覧会で日本一となったことから地名を取って山田穂と命名されたと伝えられる。
(3) 1877年（明治10年）頃、兵庫県多可郡中町（現・多可町）安田の豪農山田勢三郎が自作田で見つけた大きな穂を近隣地にも奨励し、俵に「山田穂」の焼き印を押して出荷したことから始まる。
いずれにせよ、背丈は高いが茎が非常に硬いため耐倒伏性に優れ、心白発現率は低いが米の吸水性や消化性が非常に良く、高アミロース低タンパク米であったため、1912年に兵庫県奨励品種に採用された。多くの姉妹種を生んだのち、兵庫県立農事試験場にて1921年新山田穂1号を、1922年新山田穂2号を純系分離したのち、1923年短稈渡船（たんかんわたりぶね）と交配され山田錦の母本となる。
以後、山田錦は多くの新種の親株となっていくので、山田穂は昭和時代以降の大半の酒米の品種の祖先にあたる。やがて昭和時代に、より栽培しやすい山田錦に代替わりをする格好で姿を消したが、白鶴酒造が新山田穂1号を復活させている。（参照：白鶴酒造-山田穂）
新山田穂
1921年に1号が、1922年に2号が、県立農事試験場にてそれぞれ純系分離される。
山田錦（やまだにしき）
1923年、都道府県による開発。同県立農事試験場にて山田穂/短稈渡船を交配、1931年（昭和6年）に品種確定し「山渡50-7」との系統名がつけられ、1936年（昭和11年）に「山田錦」と命名され兵庫県奨励品種に採用された。時節柄、直後にはそれほど生産高は伸びなかった（参照:「日本酒の歴史-昭和時代」）が、戦後になって著しく全国へ普及し「酒米の王者」と称せられるまでになる。稈質はやや太い。耐病性はいもち病や縞葉枯病に弱い。中山間地帯の粘土質が栽培に適するとされる。
早大関

辨慶（べんけい）
1924年、都道府県による開発。同県立農事試験場にて辨慶1045より選抜。戦前まで県内で最も多く作られた酒米であったが、1936年に山田錦が奨励品種となると作付けは減少。1955年に指定を外されると使われなくなった。2010年頃に玉乃光酒造が、2018年には壺坂酒造が辨慶を復活させて酒造りを行っている。
播磨錦（はりまにしき）
1925年、都道府県による開発。同県立農事試験場にて在来種より純系分離。
但馬強力
1928年、都道府県による開発。同県立農事試験場但馬分場にて鳥取県の在来種強力（ごうりき）より純系分離。
野條穂（のじょうほ）
1933年、都道府県による開発。同県立農事試験場にて奈良県の在来種奈良穂（ならほ）より純系分離。
兵庫雄町（ひょうごおまち）
1935年、都道府県による開発。同県立明石農業改良実験所にて愛知三河錦4号/船木雄町を交配、太平洋戦争を経て1951年に育成固定。
改良山田錦（かいりょうやまだにしき）
1936年、山田錦/愛知三河錦4号を交配、太平洋戦争を経て1958年に育成固定。
愛山（あいやま）
1941年、都道府県による開発。同県立明石農業改良実験所にて愛船117/山雄67を交配、太平洋戦争を経て1949年に育成固定。現在も現役で単米酒などに使用される。
なだひかり
1966年、都道府県による開発。同県農業総合センター酒米試験地にて兵系25号/東近系1011 を交配、1977年固定。
六甲錦（ろっこうにしき）
1966年、都道府県による開発。同県農業総合センター酒米試験地にて兵系25号F1/東近系1011 を交配、1977年奨励品種決定調査等に供され、1983年品種登録。
灘錦（なだにしき）
1970年、都道府県による開発。同県農業総合センター酒米試験地にて山田錦/中国31号を交配、1982年兵庫県奨励品種に採用、1983年に品種登録。
兵庫夢錦

兵庫北錦

フクノハナ

神力
熊本県の項参照。
兵系酒18号

兵系酒65号

兵系酒66号

白鶴錦
白鶴による開発。

### 鳥取県
強力（ごうりき）
鳥取県東伯郡下中山村下甲の渡邊信平が在来品種21種より選抜。1915年、同県農業試験場にて強力2号を純系分離、1921年に奨励品種採用され、これが復刻された現在の育成種の直系祖先である。戦前までは同県内で多く栽培されていたが、穂丈が高く、現代の農法にあわず、戦後になっていったん絶滅。日本酒業界の復活が図られ始めた昭和60年（1985年）頃に、県内「福寿海」の中川酒造と「日置桜」の山根酒造場が、鳥取大学農学部に資料として残されていた一握りの種籾を譲り受け、農家の協力を得て復刻開始、平成2年（1990年）に醪一本分の収量を得るに到った。新酒ではさほど味が冴えないが、熟成が進むにつれて底力の強い旨味が出てくるのを特徴とする。但馬強力など枝種は少数あるが、鳥取県ならびに同県酒造組合としては、「幻の酒米」として広範囲に普及することで品種の力が弱くなることを避け、主系統は県内から外に出ないようにしている。

### 岡山県
雄町
1859年（安政6年）、備前国上道郡高島村雄町の岸本甚造が発見、1866年（慶応2年）に「二本草」と命名、これが現在の備前雄町の直系の祖であり、そこから1922年に純系分離されたものが雄町である。栽培や酒造りに高い技術を要するものの、非常に高品質な酒を造ることのできる品種である。岡山県を中心に普及したが、戦後は衰え1970年前後には作付け面積が6haにまで減少。1990年代以降、再び需要が急速に高まっている。栽培地によって備前雄町、赤磐雄町、讃州雄町、広島雄町、兵庫雄町、畿内雄町、船木雄町、比婆雄町、改良雄町など多くの枝種がある。また渡船（わたりぶね）は1895年に滋賀県立農事試験場にて備前雄町から選抜された系統であるため、よく「雄町=渡船」と表記され、倒伏しにくいものはとくに短稈渡船と呼ばれ、山田錦の父本となった。他にも多くの品種の祖先株ともなっている。名米の聞こえ高く、「幻の酒米」などともてはやされたため栽培地が県外に一気に拡大し、粗悪な県外産雄町が出回ることになってしまった。このため質の高い岡山産の「備前雄町」、さらにその中でも旧赤磐郡（現在の赤磐市および岡山市東区瀬戸地域）産の「赤磐雄町」の表記が行われており、品質水準の目安となっている。。

### 広島県
八反35（はったんさんじゅうご）
在来種の八反草（はったんそう）を系統育成し「八反10号」と名づけた。これを父本とし、農林6号/双葉から生まれた秀峰を母本として1960年に交配され、昭和の年度をつけて命名された。1962年広島県奨励品種となる。「八反」は姉妹種が多いが単に「八反」といったときにはこの「八反35」をさす。
八反錦1号（はったんにしきいちごう）
都道府県による開発。古くから酒米として全国的に高い評価を得てきた在来種「八反」には、収量性が低く、脱粒性も易、粒も小さいなどの難点があった。これらを改善すべく県立農業試験場にて1973年に八反35号/アキツホを交配し、選抜育種、1978年から大量醸造試験をし、1983年に標高200m～400mの広島県中部地帯向きの奨励品種に採用、1984年に品種登録。大粒で、脱粒性は難、心白発現率も高く、吟醸酒向きとされる。同2号と姉妹種。現在では初代八反錦をさらに改良した多くの品種が存在する。
八反錦2号
1973年、都道府県による開発。同県立農業試験場にて八反35号/アキツホを交配、1983年に広島県の奨励品種に採用、1984年に品種登録。八反錦1号と姉妹種で開発過程は同じであるが、1号よりも高地である標高400m前後が最適な栽培地とされる。
こいおまち
1977年、都道府県による開発。同県農業試験場にて交配、1994年広島県準奨励品種に採用、1996年に品種登録。
千本錦（せんぼんにしき）

### 島根県
改良雄町（かいりょうおまち）

神の舞（かんのまい）

佐香錦（さかにしき）
1985年、都道府県による開発。同県農業試験場にて純米吟醸酒に合う酒米として交配開始、選抜固定。2002年島根県奨励品種に採用、2004年から県補助事業の地場産品展示・普及等支援事業を活用し、県内の酒蔵が島根県統一ブランド「佐香錦」として製造販売。名前の由来は「酒造りの祖」として信仰を集める出雲市の佐香神社。現在は特別純米・純米酒にも使用されている。
幸玉

### 山口県
穀良都（こくりょうみやこ）
1889年（明治22年）、山口県の伊藤音市が、兵庫県で栽培されていた在来種都（みやこ）を品種改良し誕生した。心白発現率が大きく優秀な酒米として西日本一帯や朝鮮半島で栽培され、昭和天皇即位の時には献穀米となった。また昭和初期に出版された醸造解説書「清酒製造精義」には、穀良都が、五百万石の前代にあたる亀の尾や、山田錦の前代にあたる山田穂と肩を並べる酒質を生むと評価されていた。しかし稲穂が高く倒れやすく、栽培に手数が掛かるため、戦後は栽培されなくなり絶滅した。やがて1996年、九州大学農学部遺伝資源センターに保存されていた12粒の種籾から酒米作りを専門とする農家が復刻にとりくみ、1999年成功。
西海
西海134号、西海135号が名高い。
西都の雫（さいとのしずく）
1997年、都道府県による開発。同県農業試験場にて穀良都/西海222号（山田錦-89H624）を交配、2005年山口県産地品種銘柄に指定。

### 香川県
オオセト
在来種。一般食用米に分類されるが、生産年によって非常に強い米の力を持ち、醸造適性が高くなる。名蔵の手にかかると純米酒でも美しい吟醸香が出る。

### 愛媛県
松山三井（まつやまみい）

### 高知県
土佐錦（とさにしき）
都道府県による開発。同県では長らく、酒造が盛んな割には酒米の供給を県外からの移入に依存していた。1991年中国81号を食用米として試験栽培、酒造適性試験を重ね1994年土佐錦として改良。酸・アミノ酸の少ない淡麗辛口の土佐酒に仕上がる。酒造適正米。
吟の夢
1990年、都道府県による開発。同県農業技術センターにて山田錦/ヒノヒカリを交配、1998年選抜固定、2002年品種登録。県産第一号の酒造好適米。吟醸酒向き。
風鳴子
2002年交配。都道府県による開発。早期栽培に適する。県産第二号の酒造好適米。

### 福岡県
夢一献（ゆめいっこん）

### 佐賀県
さがの華

### 大分県
大分三井120号（おおいたみい120ごう）

### 熊本県
神力（しんりき）
兵庫県原産。いったん栽培中止となるも、熊本県にて復刻。

### 宮崎県
はなかぐら